# 인스 최
인스 최(영어: Ins Choi, 한국어: 최인섭)는 한국계 캐나다인 배우, 극작가, 연극 감독이다. 서울특별시에서 태어나 캐나다로 이민가 스카버러에서 자랐다. 2011년 연극 《김씨네 편의점》을 제작한 것으로 잘 알려져 있다.

## 같이 보기
- 김씨네 편의점
- 한국계 캐나다인